# William Albert Ablett
William Albert Ablett (Parigi, 9 luglio 1877 – Parigi, 25 aprile 1936) è stato un pittore francese.

## Biografia
Di origine inglese, studiò all'Accademia di belle arti di Parigi dove fu allievo di Albert Aublet e Jean-Léon Gérôme. Fu premiato al Salon des artistes français del 1900 ed espose alle mostre della Société nationale des beaux-arts tra il 1910 e il 1936, oltre che in alcune esposizioni a Liegi, Monte Carlo ed altre località della Francia. Fu cavaliere della Legion d'Onore in Francia e membro della Royal Academy of Arts a Londra. La sua produzione pittorica è prevalentemente ritrattistica e di genere; fu inoltre autore delle illustrazioni per un'edizione del romanzo Le relazioni pericolose, di Pierre-Ambroise-François Choderlos de Laclos.